# Тележинцы (Киевская область)
Теле́жинцы (укр. Теліжинці) — село, входит в Белоцерковский район Киевской области Украины.
Население по переписи 2001 года составляло 985 человек. Почтовый индекс — 09822. Телефонный код — 4560. Занимает площадь 3,198 км². Код КОАТУУ — 3224687801.

## Местная власть
09801, Київська обл., Білоцерківський р-н, м. Тетіїв

## Люди связанные с селом
- Драч, Иван Фёдорович (1936—2018) — советский и украинский писатель, Герой Украины (2006).